# Jean-Pierre Cyprien
Jean-Pierre Cyprien (ur. 12 lutego 1969 w Basse-Terre Gwadelupa) – francuski piłkarz, grający na pozycji obrońcy.